# Sölvesborgs IK
Sölvesborgs IK är en svensk ishockeyklubb från Sölvesborg, grundad 1970 av Malte Johansson. Klubben spelar i division 2. 
Sölvesborgs IK spelar sina hemmamatcher i Sölveshov. 
Sölvesborgs IK har inte bara ett A-lag utan bedriver även ungdomsverksamhet och har nyligen startat upp ett damlag.